# عدد اهریمن (آلبوم)
| بررسی انتقادی                    | بررسی انتقادی |
| منبع                             | رتبه‌بندی      |
| -------------------------------- | ------------- |
| آل‌میوزیک                         | [ ۱ ]         |
| Collector's Guide to Heavy Metal | ۸/۱۰          |
| پیچفورک                          | ۹٫۰/۱۰        |
| رولینگ استون                     | [ ۴ ]         |
| Sounds                           | [ ۵ ]         |
| Sputnikmusic                     | [ ۶ ]         |
| The Daily Vault                  | A−            |

عدد اهریمن (به انگلیسی: The Number of the Beast) سومین آلبوم استودیویی گروه موسیقی هوی متال انگلیسی، آیرن میدن است. این آلبوم که در مارس ۱۹۸۲ منتشر شد نخستین حضور بروک دیکنسن به عنوان خواننده و آخرین حضور کلایو بِر به عنوان دارم‌زن گروه را رقم زد.
عدد اهریمن یکی از آلبوم‌های برجستهٔ گروه به‌شمار می‌رود و هم از نظر منتقدان و از جنبهٔ تجاری موفقیت بزرگی برای آیرن میدن به‌شمار می‌آید. این اولین آلبوم آیرن میدن بود که صدرنشین جدول آلبوم‌های بریتانیا شد و در ایالات متحده هم گواهی پلاتین دریافت کرد.
گروه برای این آلبوم دو تک‌آهنگِ «عدد اهریمن» و «به تپه‌ها بگریز» را منتشر کرد که هر دو توانستند در جدول‌های فروش جزو ۱۰ تک‌آهنگ اول قرار بگیرند. عدد اهریمن به دلیل اشعار و طرح روی جلدش به ویژه در ایالات متحده بحث‌برانگیز شد. پس از انتشار آلبوم و برگزاری تور The Beast on the Road عنوان «The Beast» به یکی از نام‌های جایگزین گروه تبدیل شد و آن‌ها خودشان هم بعداً در برخی آلبوم‌های گردآوری شده‌شان از این نام استفاده کردند.
در سال ۲۰۱۷ مجلهٔ رولینگ استون فهرستی از «۱۰۰ آلبوم برتر متال همهٔ زمان‌ها» منتشر کرد و عدد اهریمن را در ردهٔ چهارم فهرستش قرار داد.

## فهرست ترانه‌ها
1. Invaders (هریس) - ۳:۲۲
2. Children of the Damned (هریس) - ۴:۳۳
3. The Prisoner (اسمیت، هریس) - ۶:۰۰
4. 22 Acacia Avenue (اسمیت، هریس) - ۶:۳۴
5. The Number of the Beast (هریس) - ۴:۴۹
6. Run to the Hills (هریس) - ۳:۵۰
7. Gangland (اسمیت، کلایو بر) - ۳:۴۷
8. Total Eclipse (Harris، مورای، کلایو بر) - ۴:۲۸
9. Hallowed Be Thy Name (هریس) - ۷:۱۰